# Estudi General Lul·lià
L'Estudi General Lul·lià és un centre d'estudis universitaris creat a la ciutat de Palma el 1483.

## Història

### Antecedents
Els primers intents d'institucionalitzar l'ensenyament superior a Mallorca arriben al segle xv, de la mà de les Escoles Lul·lianes, que ampliaven el ventall de possibilitats de l'ensenyament superior a l'illa, fins aleshores tan sols subscrit a les Arts i la teologia. Aquestes escoles, tal com el seu nom indica, seguien la doctrina de Ramon Llull.
Una de les primeres Escoles Lul·lianes establertes a Mallorca fou la de Randa, dirigida pel català Pere Joan Llobet el 1453 i que tingué un gran prestigi dins i fora de l'illa. La seva mort prematura obligà a tancar l'escola i, malgrat els intents de Mario de Passa (sota el patronatge de Beatriu de Pinós), l'Escola Lul·liana de Randa no tornà a prosperar. El 1481 Agnès de Pacs i de Quint patrocinà la creació d'una càtedra lul·liana que ocupà Pere Daguí.
Una segona Escola Lul·liana d'importància, fou la de la ciutat de Mallorca, posteriorment traslladada a Miramar. La dirigiren els mallorquins Bartomeu Caldentei i Francesc Prats i es dedicà l'estudi de les humanitats i la filosofia.
Malgrat tot, hi hagué sectors de la societat illenca que s'oposaren fermament a aquest nou moviment, com els dominicans, que també havien establert càtedres de filosofia i teologia, car consideraven Ramon Llull un heretge.

### Creació de l'Estudi General
Per tal d'ordenar l'ensenyament superior que hi havia fins aleshores a Mallorca, el Gran i General Consell demanà el 1483 al rei Ferran el Catòlic la creació d'un Estudi General. El rei accedí a la petició i creà un Estudi General a la ciutat depenent del Gran i General Consell, semblant al que dos segles enrere s'havia fundat a Lleida. Primerament, el nou Estudi General ocupà els edificis de Monti-Sion i La Sapiència, per després passar a les dependències del carrer de Sant Roc el 1561 després que Monti-Sion passés a mans dels Jesuïtes, on encara avui en dia roman. Aquest Estudi General tingué una càtedra lul·liana creada per Agnès de Pacs i de Quint. Paral·lelament, dominics, franciscans i la Seu de Mallorca conservaren les seves càtedres de filosofia i teologia.
La creació de l'Estudi General consolidà les escoles de gramàtica, que oferien els estudis preparatoris per a accedir a l'ensenyament superior. El 1502 el Gran i General Consell aprovà la conversió de l'antiga Escola Lul·liana de Randa en Escola de Gramàtica. També se'n crearen a la Seu, a alguns convents i a les vil·les, entre les quals es podrien destacar les de Monti-Sion de Porreres i la de Santa Magdalena d'Inca.
El 1510 Jeroni Genovard i Isabel Cifre crearen la Casa de Criança per a educar les donzelles.
Durant els segles xvi i xvii l'Estudi General arribà a tenir les següents càtedres:
- filosofia lul·liana
- filosofia escotista
- filosofia tomista
- Santa Escriptura
- teologia moral
- cànons
- lleis
- anatomia
- fisiologia
- patologia
- cirurgia

Malgrat s'haguessin creat càtedres d'anatomia, fisiologia, patologia i cirurgia, els estudis de medicina no eren complets, pel que els estudiants es veien obligats a ampliar estudis a la Universitat de Gandia per a obtenir el títol. L'ensenyament era molt teòric, sense grans mitjans.

### Atorgació del títol d'Universitat Pontifícia i consolidació de l'Estudi General
Malgrat tot, aquest primitiu Estudi General presentava molts entrebancs a l'hora de consolidar-se, el primer dels quals era el fet que es tractava d'un centre d'aprovació reial, no pas pontifícia. Això feia que els títols expedits tan sols eren vàlids a la Corona d'Aragó, però no a la resta de terres cristianes. El Gran i General Consell exposà el problema al Vaticà i el papa Climent X atorgà la butlla pontifícia el 1673.
Les Constitucions de l'Estudi General tardaren vint anys a aprovar-se. Aquest va provocar una notable reorganització de l'Estudi General, que llavors passà a tenir un Canceller (que era el Bisbe de Mallorca), un Rector nomenat pel Gran i General Consell, cinc Catedràtics, un Secretari i un Bidell. A més, es prohibí la matriculació als jueus.
Amb la Guerra de successió espanyola, l'Estudi General es va traslladar a la Sapiència, ja que l'edifici del carrer de Sant Roc es va convertir en quarter militar. Tornà a la seu original el 1720 i, el 1769, amb l'expulsió dels Jesuïtes, tornà a Monti-Sion. Igualment, amb aquest esdeveniment, la biblioteca de la Companyia de Jesús passà a mans de l'Estudi General, llevat d'uns 2000 volums de gran valor que passaren a mans reials.
Al segle següent, l'aparició del corrent dels Il·lustrats, així com de la Societat Econòmica Mallorquina d'Amics del País, va fer que l'Estudi General presentés una notable activitat, sobretot en l'estudi de les matemàtiques, creant-se les càtedres de geometria i de ciències exactes el 1771 i 1782 respectivament. L'Estudi General passà a tenir més mitjans i l'ensenyament passà a ser més pràctic. El 1772 s'eliminà el títol de Lul·lià i l'Estudi General passà a anomenar-se Universitat Literària.

### Decadència i supressió de la Universitat Literària
El segle xix començà amb mal peu per a la Universitat Literària de Mallorca: la Guerra del Francès obligà a tancar-la uns anys. A més, patí notables reformes i, amb la tornada de la Companyia de Jesús a Espanya, va haver de tornar a l'antiga seu del carrer de Sant Roc.
El 1829 el Govern Espanyol ordenà el trasllat dels catedràtics i dels dos-cents alumnes de la Universitat Literària a Cervera. Aquesta decisió provocà enèrgiques protestes a Mallorca, on s'argumentava que la insularitat provocaria despeses inassumibles a l'alhora d'estudiar a la Universitat. Fins i tot el Bisbe de Mallorca intentà intercedir a favor de la Universitat Literària i arribà a proposar la fusió amb la de València, on els costos serien menors que a Cervera.
De res serviren els intents des de Mallorca per a evitar la desaparició de la Universitat Literària, que es convertí en Reial Seminari depenent de la Universitat de Cervera perquè el 1835, amb la creació de l'Institut Balear, desaparegués definitivament, amb un petit parèntesi entre els anys 1840 i 1842, durant el pronunciament d'Espartero, en el qual la Universitat Literària estigué oberta durant un breu període.

### La recuperació
El 1949 es refundà l'Estudi General, amb una càtedra creada per la Universitat de Barcelona, amb el nom original d'Estudi General Lul·lià, que encara avui en dia conserva. Des d'aleshores l'Estudi General es dedica a l'ensenyament de diferents cursos universitaris, especialment d'idiomes, sota convenis amb diferents universitats de l'Estat Espanyol i d'Europa.
El 1951 es crea la Càtedra Ramon Llull, lligada a la facultat de filosofia de la Universitat de Barcelona, que encara avui en dia ofereix cursos de filologia. Ha estat seu de la delegació de la facultat de filosofia i lletres de la UB, de la Universitat Nacional d'Ensenyament de Distància i de l'Escola Universitària de Treball Social de la UIB, així com ha donat suport a diferents entitats socials i culturals de Mallorca.
També ha patrocinat nombrosos encontres de caràcter científic com ara el XVI Congrés Internacional de Lingüística i Filologia Romàniques, el XXVIè Simposi de la Sociedad Española de Lingüística, les II jornades de Sintaxi Latina, el Simposi commemoratiu del naixement de Georges Bernanos o el Col·loqui Saint Exupéry.
Entre els anys 1963 i 1967 es va reformar l'edifici del carrer de Sant Roc.
El 1979 es creà la Universitat de Palma, actual Universitat de les Illes Balears, reprenent així la tradició universitària de Balears perduda un segle i mig enrere.

## Facultats
Amb la reconversió de 1693, l'Estudi General Lul·lià passà a tenir quatre facultats:
- filosofia
- medicina
- cànons i lleis
- teologia

Les que comptaven amb més alumnes eren les de teologia i de filosofia. Per entrar a les facultats de teologia, medicina i de cànons i lleis, era necessari haver fet estudis de filosofia.

## Antics alumnes
- Fra Juníper Serra, frare franciscà i evangelitzador de Califòrnia.
- Joan Ramis i Ramis, escriptor i historiador.
- Miquel Cabanelles Cladera, epidemiòleg.
- Miquel Joan Maimó Obrador.
- Bonaventura Serra i Ferragut, erudit, botànic i pintor.
- Antoni Ramon Pasqual i Fleixes, lul·lista, teòleg i abat cistercenc del monestir de la Real.
- Joan Josep Amengual i Reus, advocat, escriptor, filòleg i polític.
- Miquel Ferrer i Bauçà, frare trinitari, periodista i escriptor.